# Армяне в Индии
Армяне в Индии (арм. Հայերը Հնդկաստանում, англ. Armenians in India) живут издавна и несколько последних столетий происходят взаимные экономические и культурные отношения.

## История

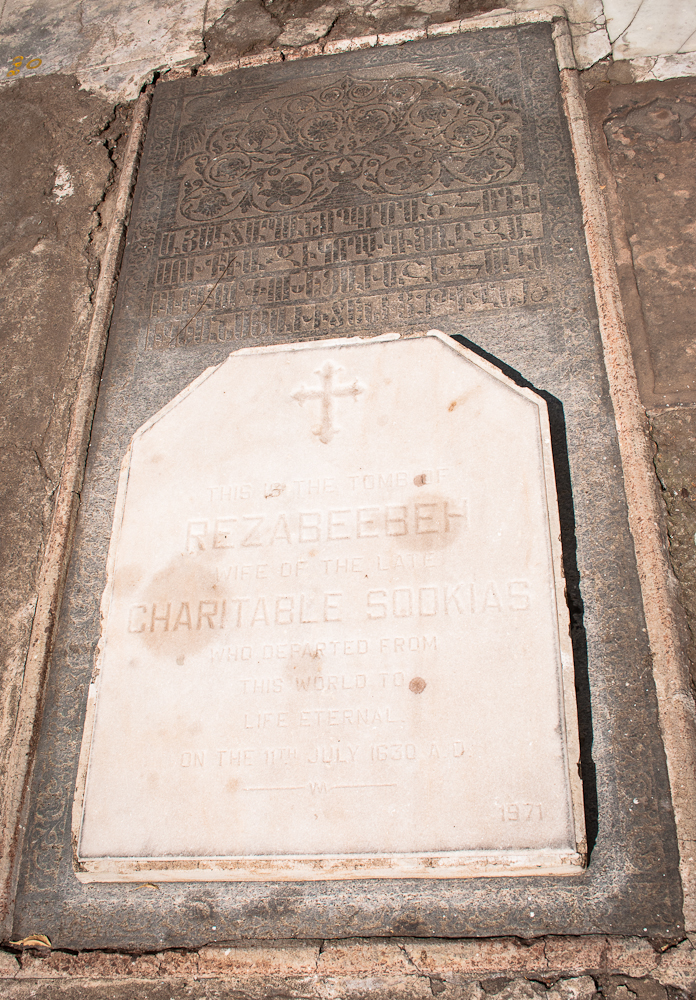
Гробница Rezabeebeh

Согласно армянской традиции, армяне пришли в Индию в составе войск Александра Великого, пересекшего Армению по пути в Индию в 327 г. до н. э..
Самые ранние документальные ссылки на взаимоотношения армян и индийцев можно найти в Киропедии Ксенофонта (430 до н. э. — 355 до н. э.).
Документы указывают, что армяне ездили в Индию и были хорошо осведомлены о наземных маршрутах для достижения Индии, а также о политической, социально-культурной среде, и экономической жизни Индийского субконтинента.[источник?]
Армяне имели торговые отношения с несколькими частями Индии.
В VII веке несколько армянских поселений появились в Керале, стране на Малабарском побережье.
Армяне контролировали большую часть международной торговли области, особенно с драгоценными камнями и тканями.
В 1794—1796 годах в Мадрасе вышло в свет первое в мире армянское периодическое издание «Аздарар», редактором которого был протоиерей Арутюн Шмавонян.
В 1772 году в типографии Шаамира Шаамиряна был издан первый печатный труд арцахского иерея Мовсеса Баграмяна «Новая книга, называемая увещеванием».
В 1773 году в той же типографии члены «Мадрасского кружка» Овсеп Эмин, Тер-Мовсес, Григор Ходжаджанян и Шаамиряны выпустили первую конституцию для будущего армянского государства под названием «Западня честолюбия».
В Thacker’s Indian Directory (1864—1960) перечислены многие армянские имена в бизнесе и правительстве.
Армяне в Индии могут справедливо гордиться славным прошлым, но их настоящее и будущее не так ярко. Они значительно уменьшились в числе.
Сегодня в Индии проживает около 400-500 армян, сконцентрированных в Калькутте, (где до сих пор функционируют Армянский колледж и армянский дом престарелых) и Бомбее.

## Поселения
Присутствие в Индии армян, называвшихся как «Торговые князья Индии», в течение нескольких веков привело к появлению ряда больших и малых армянских
поселений в различных местах Индии, в том числе в Агре Сурате, Мумбаи, Чинсуре, Чандернагоре,
Калькутте, Сайдабаде, Ченнаи, Гвалиоре, Лакхнау, и некоторых других местах современной Индии.
Армянские поселения были основаны также в Лахоре и Дакке — в настоящее время, соответственно, в Пакистане и Бангладеш.
Самым ранним обнаруженным армянским памятником на территории Индии, является хачкар 1611 года, сохранившийся на армянском кладбище в Агре.
- Акбар I Великий предложил армянам селиться в Агре в XVI веке и к середине XIX века, Агра имела значительное армянское население.

По царскому указу армянские купцы освобождались от уплаты налогов на товары импортируемые и экспортируемые ими.
Они также могли перемещаться по Империи Великих Моголов, в то время как въезд других иностранцев был запрещен.
В 1562 году в Агре была построена армянская церковь.
- В XVI веке, армяне (в основном из Персии) являлись важной составной частью торгового сообщества в Сурате,

наиболее активном индийском порте этого периода, расположенном на западном побережье Индии.
Портовый город Сурат имел регулярные рейсы торговых судов в Басру и Бендер-Аббас.
Армяне Сурата построили две церкви и кладбище (ставшее в дальнейшем армяно-голландским). Строительство первой церкви датируется 1579 годом.
Вторая церковь — Девы Марии — была построена в 1772 году.
Перепись армян в Сурате, рукопись, написанная на армянском языке в 1678 году, в настоящее время хранится в библиотеке Салтыкова-Щедрина в Петербурге).
- Армяне поселились в Чинсуре, близ Калькутты, Западная Бенгалия, где в 1697 году построили Церковь.

Это вторая старейшая церковь в Бенгалии. Церковь хорошо сохранились благодаря уходу Калькуттского Армянского комитета Церкви.
- В период империи Великих Моголов Аурангзеб издал указ, который позволил армянам основать поселения в Сайдабаде, пригороде Муршидабада, в то время

столицы Бенгалии. Имперский указ также снизил налог с 5 % до 3,5 % на два основных предмета торговли Армян, а именно штучный товар и шёлк-сырец.
Указом было предусмотрено, что имущество умерших армян переходило к армянской общине.
К середине XVIII века армяне стали активной частью торгового сообщества Бенгалии.
В 1758 году армяне построили церковь Девы Марии в Сайдабаде.

## Армяне в Республике Индия
Армяне продолжают своё присутствие в стране после создания Республики Индия.
Наиболее известное армянское учреждение в Индии — «армянский колледж и благотворительная Академия» (основан в 1821).
В настоящее время в Колледже обучаются около 125 детей из местного армянского населения, Республики Армения, Ирана и Ирака.
Существует также армянский спортивный клуб (основан в 1890 году, действующий).
Вклад армян в городе Ченнаи виден до сих пор.
Воксан, армянский купец, скопивший состояние благодаря торговле с Навабой Арко, инвестировал большие суммы в здания и сооружения.
Он построил многоарочный Мармалонский мост через реку Адьяр, и передал местным властям крупные суммы для его обслуживания.
Кроме здания дома отдыха для паломников, он построил также часовню Чудес Божьей Матери в Мадрасе.
Напоминание о прошлом — церковь Девы Марии на Армения-стрит, Южного Чёрного Города (эта область называется теперь Georgetown).

## Армяно-индийские отношения
- Президент Левон Тер-Петросян посетил Индию в декабре 1995 года.

Был подписан Договор о дружбе и сотрудничестве.
- Министр иностранных дел Армении Вардан Осканян отправился в Индию в декабре 2000 года.
- Министр Индии по внешним связям Дигвиджай Сингх посетил Армению в июле 2003 года.
- Президент Роберт Кочарян, в сопровождении нескольких министров и бизнес-делегации, посетил Индию в октябре-ноябре 2003 года. В Чандигархе президент открыл первый в Азии Центр по изучению Кавказа.
- Бхайрон Сингх Шекхават, Вице-президент Индии, посетил Армению в октябре 2005 года. В ходе визита был подписан Меморандум о взаимопонимании по вопросам парламентского сотрудничества, был подписан и ратифицирован Договора о дружбе и сотрудничестве между Индией и Арменией.
- Президент Серж Саргсян посетил Республику Индия с рабочим визитом 2-4 ноября 2017 года[4].

Был подписан ряд двусторонних соглашений между Индией и Арменией.
К ним относятся:
- протоколы об установлении дипломатических отношений и Протокол об установлении консульских сношениях (август 1992 г.);
- соглашение о торгово-экономическом сотрудничестве (март 1993 г.);
- соглашение о сотрудничестве в области науки и техники (март 1994 г.);
- договор о дружбе и сотрудничестве (декабрь 1995 г.).

Общество Армяно-Индийской дружбы (в составе Армянского общества дружбы и культурной связи с зарубежными странами)
регулярно отмечает День Республики и День независимости Индии.

## Религия
Большинство армян в Республике Армения  принадлежат Армянской Апостольской Церкви, находящейся под
юрисдикцией Святого Престола Эчмиадзина.
В Индии есть несколько армянских церквей:
- Церковь Святого Назарета в Калькутте
- Церковь Девы Марии в Ченнаи (Мадрас)
- Церковь святого Григория в Калькутте
- Церковь Святого Петра в Мумбаи (Бомбей)
- Церковь Св. Иоанна в Чинсуре.
- Церковь Св. Богородицы в Сайдабаде
- Церковь Девы Марии (Сайдабад)
- Часовня Святой Троицы (церковь Тангра)

В феврале 2007 года Его Святейшество Гарегин II, Католикос Всех Армян, посетил Индию.
В Дели он встретился с президентом Индии. Его Святейшество также посетил Ченнаи, Мумбаи и Калькутту.

## Типичные имена индоармян
- Аракел
- Аратун
- Авет
- Апкар (Абгар)
- Галуст
- Гаспар / Каспер
- Григорий
- Джордан / Йордан
- Минас
- Погос
- Саркис
- Сатур
- Сукиас
- Чатыр

## Исторические памятники
- Армянское кладбище в Хайдарабаде.